# 威斯巴登体育俱乐部
威斯巴登1899体育俱乐部注册协会（德語：Sportverein Wiesbaden 1899 e.V.）是一家总部设于德国黑森州首府威斯巴登的足球俱乐部。在数十年的高级业余联赛征程后，该俱乐部于1994年因财政问题而启动了破产程序。其后经过在最低级别联赛的漫长重建后，球队于2013年得以重返德国足球联赛系统的第五级联赛——黑森高级联赛作赛。球队的主场设于赫尔穆特·舍恩体育公园。